# Patricia Viseur Sellers
Patricia Viseur Sellers (...) è un'avvocata statunitense naturalizzata belga.
Dal 2012 è consigliera speciale del Procuratore della Corte penale internazionale.

## Biografia
Patricia Viseur Sellers si è laureata nel 1976 in Scienze Politiche presso la Rutgers University (New Jersey), e tre anni dopo ha conseguito un dottorato in giurisprudenza all'Università della Pennsylvania. Attualmente è Visiting Fellow presso il Kellogg College dell'Università di Oxford.
Dal 1994 al 2007 Patricia Viseur Sellers è stata Consigliere Legale per i crimini legati al genere e Senior Acting Trial Attorney dell'ufficio dell'accusa presso i Tribunali Penali per l'ex Jugoslavia e per il Ruanda. La figura del Consigliere Legale per i crimini di genere fu istituita principalmente in seguito alle richieste del movimento femminista più attento agli sviluppi del diritto penale internazionale. Prima persona ad occupare tale carica, Patricia Sellers giocò un ruolo importante nello sviluppo della giurisprudenza internazionale sul crimine di violenza sessuale nei conflitti armati consigliando inquirenti e avvocati sul perseguimento della violenza sessuale secondo quanto stabilito dallo Statuto delle Corti ad hoc e dal diritto internazionale umanitario.
Ad esempio, Patricia Sellers nell'ambito del Tribunale Penale per l’ex Jugoslavia ha lavorato al caso Prosecutor v. Kunarac, durante il quale si stabilì il crimine di schiavitù sessuale come crimine contro l'umanità. Mentre per quanto riguarda il Tribunale Penale per il Ruanda, ha contribuito ad esempio ai lavori del caso Prosecutor v. Akayesu, il primo caso della storia a condannare i colpevoli di violenza sessuale durante un conflitto armato come rei di “atti di genocidio” (<<rape as an act of genocide>>).
Di Patricia Sellers la professoressa Rhonda Copelon della City University of New York School of Law ha scritto:
(Rhonda Copelon, Toward Accountability for Violence Against Women in War, in Elizabeth D. Heineman (a cura di), Sexual Violence in Conflict Zones, From the Ancient World to the Era of Human Rights, University of Pennsylvania Press, Philadelphia – Oxford, 2011)
È importante ricordare che, prima di questi sviluppi, la legislazione internazionale sui crimini di violenza sessuale e stupro durante un conflitto armato era ferma ai limitati sviluppi delle Convenzioni di Ginevra e dei relativi Protocolli
L'interesse di Patricia Viseur Sellers riguardo alla lotta all'impunità per crimini di violenza sessuale è dimostrato anche dalla sua partecipazione nel 2000 come parte dell'accusa al Women's International War Crimes Tribunal, un tribunale di iniziativa popolare che aveva l'obiettivo di fare luce sull'assenza di giustizia e compensazioni per le migliaia di donne, note come “Comfort Women”, che durante la Seconda Guerra Mondiale furono ridotte in schiavitù dall'esercito giapponese.
Patricia Sellers ha inoltre ricevuto il premio Prominent Women in International Law, assegnato dall'American Society of International Law.
Il 12 dicembre 2012 il procuratore della Corte penale internazionale Fatou Bensouda ha nominato consigliere speciali Patricia Viseur Sellers, Diane Marie Amann e Leila Nadya Sadat.